# 제5해병여단 (대한민국)
제5해병여단은 대한민국 해병대의 임시 여단이었다.
국방부가 베트남 전쟁에 해병대를 파병할 목적으로 제1해병사단의 2연대를 제2독립여단 "청룡부대"로 재편성하였다. 비게 된 전력을 메꾸기 위해 제1임시해병여단을 귀환할 수 있게 끔 1966년 11월 23일에 모집된 인원으로 제5해병연대를 독립여단으로 재편성하였다. 1967년 1월 23일에 8년간 김포반도 방위 임무를 수행하던 제1임시해병여단과 교대하였다.
1972년 1월 1일, 베트남 공화국에서 철수할 예정인 제2해병여단을 해체하고 제5해병여단에 병합시킬 계획을 세웠으나, 1973년 7월, 제5해병여단은 제2해병여단과 임무를 교대하고 제1해병사단에 귀환하였다.

## 참고
1. ↑  “청룡最終兵力(최종병력) 오늘撤收(철수)”. 동아일보. 1972년 2월 24일. 2012년 1월 28일에 확인함.
2. ↑  “主力(주력) 오늘凱旋(개선) 青龍(청룡),西部前線(서부전선)에 배치”. 경향신문. 1972년 2월 7일. 2012년 1월 28일에 확인함.